# Renzo Gallo
Renzo Gallo, all'anagrafe Lorenzo Gallo (Settimo Torinese, 16 aprile 1928 – Torino, 29 maggio 2012), è stato un cantautore, cabarettista, produttore discografico, attore, batterista e scrittore italiano.

## Biografia
Figlio di genitori pugliesi, originari della provincia di Bari, da giovane impara da autodidatta a suonare il violino; passa poi alla batteria, strumento che gli consente di iniziare a suonare in alcune orchestre, fino ad entrare negli anni '50 nel complesso di Nini Rosso, esibendosi dapprima al Lutrario a Torino e poi in tournée in Giappone, suonando con Duke Ellington.
Alla fine del decennio organizza un complesso a suo nome, con cui accompagna le incisioni di molti cantanti delle case discografiche Cetra ed Excelsius (come Mirella Visconti) e con cui si esibisce in locali come il Maffei negli spettacoli di Mario Ferrero o l'Hollywood di Turi Golino; nel frattempo si fa crescere i caratteristici baffi ed inframezza agli spettacoli musicali testi umoristici, spesso in lingua piemontese, formando un gruppo, i Vasco, sulla falsariga dei concittadini Brutos, dove per un certo periodo tra i componenti c'è un giovane Gipo Farassino (con lo pseudonimo Tony D'Angelo).
Negli anni '60 apre a Torino un locale, il Minicabaret, in corso Unione Sovietica n. 353, che diventa un riferimento per gli spettacoli cittadini di cabaret, ospitando artisti come Carlo Dapporto, Renato Rascel, Corrado, pubblica dischi per l'etichetta Il Falò, del gruppo Cedi, e dà vita ad una serie di spettacoli dove alterna canzoni di sua composizione con cover di canzoni per lo più francesi tradotte in piemontese (come Le déserteur di Boris Vian che diventa Monsû car general o La complainte de la Butte di Jean Renoir, in piemontese Ma gnanca n'can) e testi recitati in piemontese e pugliese.
Nel decennio successivo dà vita ad una casa discografica, la Rengall, che si dedica al lancio di nuovi talenti della canzone piemontese (tra cui Franca Novara), e collabora con le prime televisioni private cittadine, in particolare TeleStudio Torino. Scrive per Margherita Fumero la commedia Giovanni Leone in cassa integrazione, e nel 1981 recita in Il barone, la sposa e tre mort 'd fam con Clara Gessaga. Continua poi ad esibirsi negli anni successivi, riducendo però progressivamente l'attività; nel 1999 pubblica la sua autobiografia, I racconti del Gallo, scritta insieme a Sergio Barbero ed edita da Graphot. Scompare a 84 anni a causa di un incidente domestico, lasciando i figli Alessandro, Emiliano e Simona; i funerali si svolgono nella chiesa di Santa Maria Nuova a Avigliana, il paese dove si era trasferito negli ultimi anni.

## Discografia

### Album in studio
- 1968: 'l spaciafornell (Il Falò, CAD 601)
- 1972: Il mini cabaret di Renzo Gallo (Fonit Cetra, LPP 201)
- 1974: Dal mini cabaret Renzo Gallo n° 2 (Rengall, RG 1001)
- 1975: Dal mini cabaret di Renzo Gallo n° 3 (Rengall, RG 1003)
- 1981: Renzo Gallo (DC 001/L)

### Singoli
- 1961: Alonzo (il torero di Malaga)/Avventura a Bagdad (Excelsius, EXS 0256)
- Gennaio 1964: Ortega/Lavati (Fonit Cetra, SPD 439)
- 1968: Stornelli 'd la mala 1ª parte/Stornelli 'd la mala 2ª parte (Il Falò, AD 801)
- 1968: 'l spaciafornell/L'uzlin d'Agnese (Il Falò, AD 802)
- 1968: La mama 'd Rosina/Strofette turineise (Il Falò, AD 803)
- 1969: Zorro il grande/Un caffè al cianuro (Il Falò, AD 810)
- 29 maggio 1969: Filiberta/Mia suocera (Il Falò, AD 811)
- 1969: L'atachin/Cosa l'ai mai fait (Il Falò, AD 812)
- Luglio 1970: La ca' popular/Lettera da le Nove (Il Falò, AD 824)
- Luglio 1970: Tango maledetto/L'ultim salut (Il Falò, AD 825)
- Luglio 1970: Turna a ca'/Battista 'l gasista (Il Falò, AD 826)
- 1973: Juventus/Tango de carota (Kansas/Grammophone dr 3067; solo lato B con l'orchestra di Achille Ovale; sul lato A Domenico Serengay)